# Ozero Polovinnoye (saltsjö)
Ozero Polovinnoye är en saltsjö i Kazakstan. Den ligger i den norra delen av landet, 400 km norr om huvudstaden Astana. Arean är 15,6 kvadratkilometer.